# Priosjornoje (Kaliningrad, Tschernjachowsk)
Priosjornoje (russisch Приозёрное, deutsch Stablacken, Ksp. Pelleningken, litauisch Stablaukis) ist ein Ort in der russischen Oblast Kaliningrad. Er gehört zur kommunalen Selbstverwaltungseinheit Stadtkreis Tschernjachowsk im Rajon Tschernjachowsk.

## Geographische Lage
Priosjornoje liegt am Ostufer der Inster (russisch: Instrutsch), 23 Kilometer nordöstlich der Stadt Tschernjachowsk (Insterburg). Durch den Ort verläuft eine Nebenstraße von Michailowka (Moulienen/Moulinen) über Rjabinowka (Kerstupönen/Kersten) nach Schtschegly (Saugwethen/Saugehnen). Vor 1945 war das Dorf Bahnstation an der heute nicht mehr betriebenen Bahnstrecke Insterburg–Kraupischken der Insterburger Kleinbahnen.

## Geschichte
Das Dorf Stablacken (zur Unterscheidung von dem ebenfalls zum Kreis Insterburg gehörenden gleichnamigen Ort im Kirchspiel Puschdorf führte der Ort vor 1945 die Zusatzbezeichnung „Kirchspiel Pelleningken“) wurde im Jahre 1492 gegründet. Vor 1945 bestand es aus ein paar großen und kleinen Höfen und wurde bereits 1874 in den neu errichteten Amtsbezirk Kaukern (heute russisch: Sagorjewka) eingegliedert, der – nach seiner Umbenennung 1930 in „Amtsbezirk Bärensprung“ – bis 1945 bestand und zum Kreis Insterburg im Regierungsbezirk Gumbinnen der preußischen Provinz Ostpreußen gehörte.
In Folge des Zweiten Weltkrieges kam Stablacken mit dem nördlichen Ostpreußen im Jahre 1945 zur Sowjetunion. 1947 erhielt der Ort die russische Bezeichnung „Priosjornoje“ und wurde dem Dorfsowjet Sagorski selski Sowet im Rajon Tschernjachowsk zugeordnet. Von 2008 bis 2015 gehörte Priosjornoje zur Landgemeinde Kaluschskoje selskoje posselenije und seither zum Stadtkreis Tschernjachowsk.

### Einwohnerentwicklung
| Jahr | Einwohner |
| ---- | --------- |
| 1910 | 226       |
| 1933 | 202       |
| 1939 | 200       |
| 2002 | 125       |
| 2010 | 112       |

## Kirche
Die fast ausnahmslos evangelische Bevölkerung Stablackens ließ den Ort bis 1945 zum Kirchspiel Pelleningken (1938–1946 Strigengrund, heute russisch: Sagorskoje) zugehörig sein. Es gehörte zum Kirchenkreis Tschernjachowsk (Insterburg) in der Kirchenprovinz Ostpreußen der Kirche der Altpreußischen Union. Heute liegt Priosjornoje im Einzugsbereich der in den 1990er Jahren neu entstandenen evangelisch-lutherischen Gemeinde in Schtschegly (Saugwethen, 1938–1946 Saugehnen), einer Filialgemeinde der Kirchenregion Tschernjachowsk in der Propstei Kaliningrad der Evangelisch-lutherischen Kirche Europäisches Russland.